# Henry Orlando Ruiz Mora
Henry Orlando Ruiz Mora (* 25. Januar 1973 in Santa Cruz del Potrero, Departamento Olancho) ist ein honduranischer römisch-katholischer Geistlicher und Bischof von Trujillo in Honduras.

## Leben
Henry Orlando Ruiz Mora besuchte die Escuela Inmaculado Corazón de María in Santa Cruz del Potrero und das Instituto Privado in Juticalpa. Ab 1991 studierte er Philosophie und Katholische Theologie am Priesterseminar Nuestra Señora di Suyapa in Tegucigalpa. Ruiz Mora wurde am 18. Oktober 1997 zum Diakon geweiht und empfing am 30. Mai 1998 in der Kathedrale Inmaculada Concepción in Juticalpa das Sakrament der Priesterweihe für das Bistum Juticalpa. Nach weiterführenden Studien erwarb er in Mexiko ein Diplom im Fach Missionswissenschaft und in Siguatepeque ein Diplom im Fach Christliche Soziallehre.
Ruiz Mora war zunächst von 1998 bis 1999 als Pfarrvikar in San Jerónimo Gualco und in San Esteban tätig. Von 2000 bis 2005 war er Kaplan am Campus Santa Clara der Universidad Católica de Honduras in Juticalpa und von 2002 bis 2012 Pfarrer der Kathedrale Inmaculada Concepción in Juticalpa, bevor er 2012 Pfarrer der Pfarrei Nuestra Señora de Candelaria in Salamá wurde. Von 2016 bis 2022 wirkte er als Pfarrer der Pfarrei San Francisco de Asís in La Unión. Ab 2022 war Ruiz Mora Pfarrer der Pfarrei Nuestro Señor in Esquipulas.
Neben seiner Tätigkeit in der Pfarrseelsorge fungierte Ruiz Mora zusätzlich als Verantwortlicher für die Delegados de la Palabra (1998–1999), für das Kleine Seminar San Pedro y San Pablo in Juticalpa und die Hochschulseelsorge im Bistum Juticalpa (2000–2005) sowie für die Berufungspastoral (2000–2013). Ab 2007 war er außerdem für die Bewegung Cursillos de Cristiandad im Bistum Juticalpa verantwortlich. Ferner war Ruiz Mora ab 2000 als Bischofsvikar für den Klerus tätig und ab 2017 zudem für die Pastoral.
Am 10. März 2023 ernannte ihn Papst Franziskus zum Bischof von Trujillo. Der Bischof von Juticalpa, José Bonello OFM, spendete ihm am 6. Mai desselben Jahres in der Kathedrale San Juan Bautista in Trujillo die Bischofsweihe; Mitkonsekratoren waren der emeritierte Bischof von Trujillo, Luis Felipe Solé Fa CM, und der Bischof von Choluteca, Teodoro Gómez Rivera.